# Électricité de Djibouti
Pour les articles homonymes, voir EDD.
Électricité de Djibouti (EDD) est la compagnie publique qui gère le service public en matière de production et distribution de l’électricité sur l’ensemble du territoire de la république de Djibouti.

## Installation
La capacité de production d'EDD est de l'ordre de 100 MW, produits par des générateurs au fioul et distribués à 95 % dans le seul district de Djibouti. En 2004, son réseau de transport et distribution représente :
- 4 800 mètres de haute tension ;
- 244 844 mètres de moyenne tension ;
- 331 227 mètres pour le réseau de distribution ;
- 63 227 mètres pour l'éclairage public.

En 2005, EDD avait environ 33 485 clients, dont 581 abonnés en moyenne tension ou grands consommateurs de basse tension.
En 2004, l'effectif d'EDD est d'environ 900 agents, pour un chiffre d'affaires de 9 283 061 222 DJF.

## Historique
Jusqu'en 1939, la fabrication d'électricité à Djibouti est confiée à des entrepreneurs privés (Société industrielle de Djibouti puis Repicci). L'administration gère ensuite une usine qui produit 450 kWh en 220 volts continus. La production s'interrompt durant la guerre du fait du manque de combustibles. En 1953, une usine de production de 220-380 V alternatif est mise en service au Marabout. Peu après, des centrales sont mises en service à Arta, Dikhil, puis Tadjourah. 
La société publique « Électricité de Djibouti » est créée en 1960. En 1976, une nouvelle centrale est mise en service à Boulaos. Malgré tout, lors de l'indépendance en 1977, seulement 10 % de la population accède à l'électricité.

## Interconnexion avec l'Éthiopie
Un projet d'interconnexion des réseaux djiboutiens et éthiopiens a été envisagé lors d’une réunion sur la coopération régionale, tenue à Djibouti en mars 1985. Une étude de faisabilité, réalisée entre 1987 et 1989, proposait deux tracés : l'un, dit du « Nord », d’Awash à Djibouti par Gawane et Dubti, et l'autre, dit du « Sud », allant directement de Dire Dawa à Djibouti.
En novembre 1999, la république de Djibouti et la république fédérale et démocratique d'Éthiopie ont relancé le projet avec un accord de coopération sur l’interconnexion électrique des deux pays. Responsables de sa réalisation, Électricité de Djibouti (EDD) et Ethiopian Electric Power Corporation (EEPCO) ont, sur fonds propres, réactualisé l’étude de faisabilité et réalisé les études de conception des ouvrages et d’impact environnemental.
À la demande des gouvernements djiboutien et éthiopien, une mission d’évaluation de la Banque africaine de développement a visité les deux pays en 2004. Elle a confirmé la faisabilité technique et la viabilité économique du projet et recommandé son financement.
Selon le contrat signé entre EDD et EEPCO, la quantité d'électricité importée peut varier entre 180 GWh et 300 GWh par an. Cependant, vu le récent développement des infrastructures urbaines, portuaires et hôtelières à Djibouti ce niveau pourrait dépasser les 700 GWh à l’horizon 2020.
L'interconnexion a été réalisée en mai 2011, permettant à Djibouti d'acheter l'électricité d'origine hydraulique produite par les barrages construits ces dernières années en Éthiopie. Cela a permis, au moins pour l'instant, de mettre fin aux coupures régulières d'électricité qui perturbaient la vie djiboutienne.

## Géothermie
Alors qu'il en est question depuis les années 1970, à partir de 2008 une société islandaise élabore un projet industriel de forage géothermique au lac Assal .